# Livmoderhalsbedövning
Livmoderhalsbedövning eller paracervikalblockad (PCB), populärt kallad västerviksmetoden, är en lokalbedövning av Livmoderhalsen. Bedövningen ges av förlossningsläkare eller barnmorska. Lokalbedövningsmedel läggs i livmoderhalsen och blockerar smärtnerverna från livmodern. Bedövningen kan ges från det att livmoderhalsen är öppen cirka 3-4 cm och värkarbetet är i gång. PCB ger snabb effekt och man har full känsel och rörlighet. Används främst hos omföderskor.
PCB kan i sällsynta fall ge en övergående påverkan på barnet, cirka 10 minuter, vilket gör att man alltid har fosterövervakning under och efter anläggandet av bedövningen. Därför måste vattnet ha gått innan den kan läggas, så att man kan sätta övervakningselektrod på fostrets huvud.
Fördelarna med metoden är att den är snabb och enkel, nackdelarna är att bedövningsmedlet kan påverka barnet och har relativt kortvarig effekt.